# M19 (amas globulaire)
Pour les articles homonymes, voir M19.
M19 (ou NGC 6273) est un amas globulaire situé dans la constellation d'Ophiuchus à environ 28 050 a.l. (8,6 kpc) du Soleil et à 5 220 a.l. (1,6 kpc) du centre de la Voie lactée. Il a été découvert par l'astronome français Charles Messier en 1764.
La vitesse radiale héliocentrique de cet amas est égale à (145,54 ± 0,59) km/s. 

## Observation
L'amas se situe dans une région assez isolée du ciel et est donc assez difficile à repérer. Il se situe à 7° d'Antarès, l'étoile la plus brillante du Scorpion.
Sa luminosité assez élevée permet de l'observer aux jumelles sous la forme d'une tache diffuse. Un télescope de 200 mm est nécessaire pour discerner certaines de ces étoiles les plus brillantes.

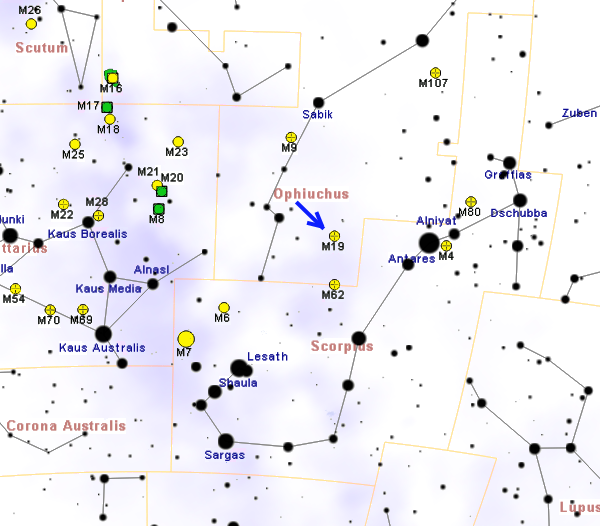
Localisation de M19.

## Caractéristiques

### Forme
La plupart des amas globulaires sont presque sphériques, mais Messier 19 fait exception. En fait, c'est l'un des amas globulaires connus qui présente le plus grand degré d'aplatissement, avec une excentricité égale à 0,27. Cet aplatissement est sans doute causé par sa proximité avec le centre de la Voie lactée en raison des forces de marée qu'il subit.

### Métallicité, âge et masse
Selon Forbes et Bridges, sa métallicité est estimée à −1,53 [Fe/H] et son âge d'environ 11,90 milliards d'années.
Selon une étude publiée en 2011 par J. Boyles et ses collègues, la métallicité de l'amas globulaire Messier 19 est égale à -1,74 et sa masse est égale à 1 100 000 {\displaystyle M_{\odot }}. Dans cette même étude, la distance de l'amas est estimée à environ 8,8 kpc (∼28 700 al). La base de données Simbad indique trois références récentes pour la métallicité de M19, les valeurs varient de -1,40 à -1,612.
La métallicité d'un objet céleste est le logarithme du rapport de sa concentration en fer sur celle du Soleil. Une métallicité de -1,612 à -1,40 signifie que la concentration en fer de M19 est comprise entre 2,4 % et 4,0 % de celle du Soleil. Après le Big Bang, l'Univers étant surtout composé d'hydrogène et d'hélium, la métallicité était pratiquement nulle. L'univers s'est progressivement enrichi en métaux (éléments plus lourds que l'hélium) grâce à la synthèse de ceux-ci dans le cœur des étoiles. La métallicité des amas du halo de la Voie lactée varie d'un centième à un dixième de la métallicité solaire, ce qui signifie que ces amas se décomposent en deux sous-groupes, les relativement jeunes et les vieux. Selon sa métallicité, M19 serait donc un amas relativement jeune, âgé de 11,9 milliards d'années.

### Les étoiles de M19
Selon une étude publiée en 2015, M19 fait partie d'une nouvelle classe d'amas globulaire que les auteurs ont appelée « amas complexes de fer ». Ces amas se distinguent des autres par une grande dispersion de métallicité. Celle de M19 variant de -1,80 à 1,30, ce qui indique que M19 est composé d'au moins deux populations distinctes d'étoiles. NGC 6273 rejoint d'autres amas dans cette catégorie comme Omega Centauri, M2, M22 et NGC 5286. On peut aussi ajouter à cette liste M62.
Une étude publiée en 1978 indique la présence de huit étoiles variables dans ou aux alentours de cet amas. De celles-ci, trois sont de type RR Lyrae, quatre des céphéides de type II avec des périodes variant de 2,4  à   16,9 jours.

## Galerie

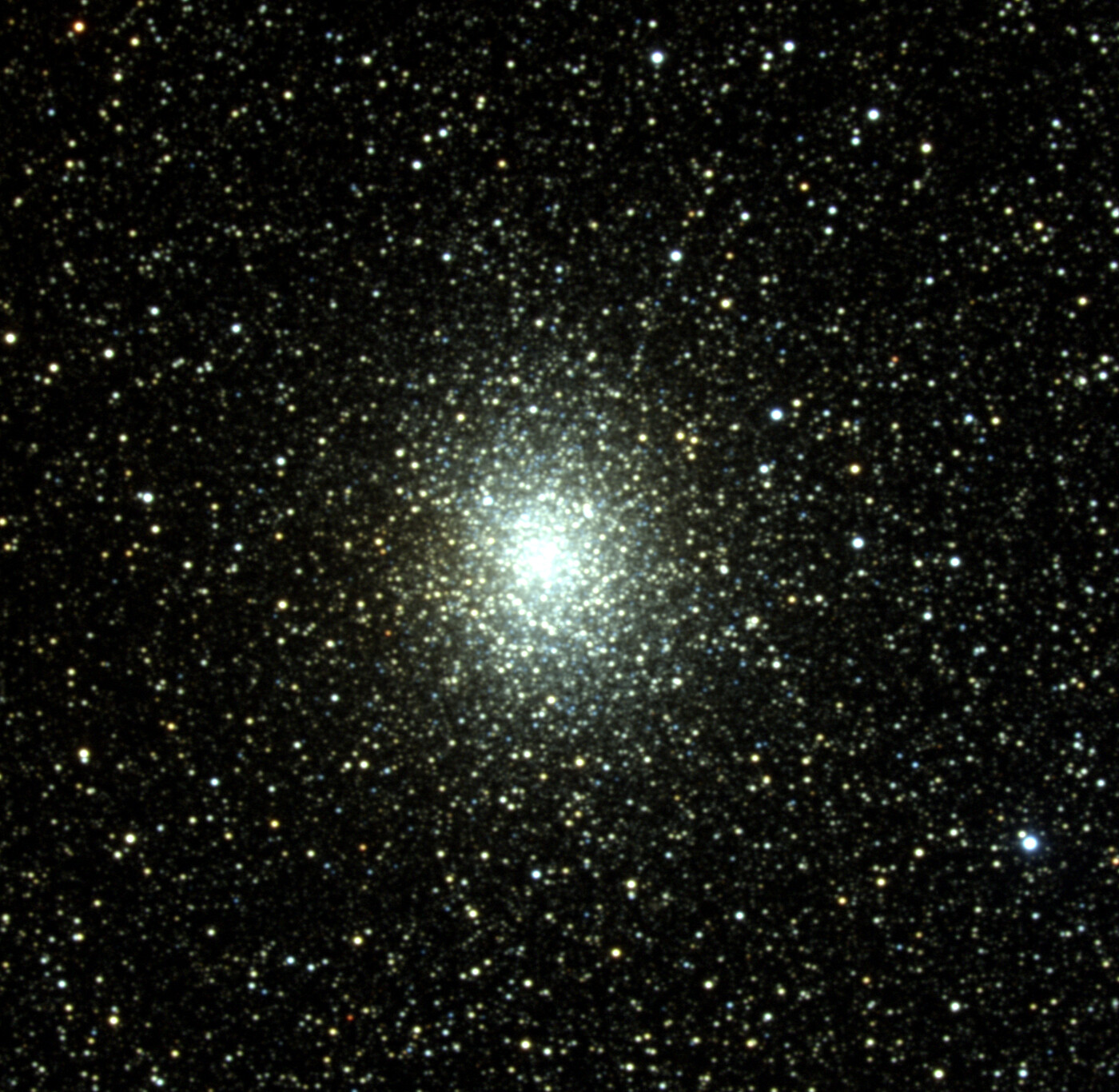
Messier 19 par l'Observatoire de Kitt Peak.
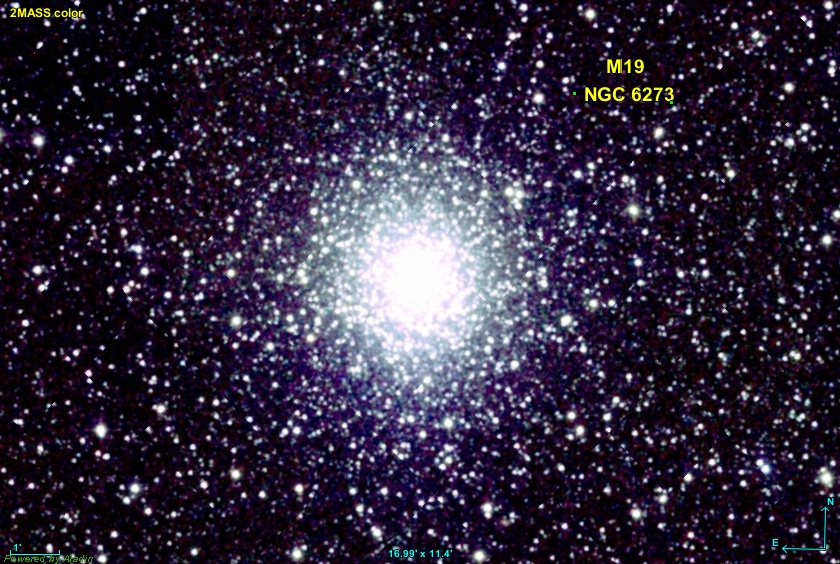
M19 en infrarouge par le relevé 2MASS.
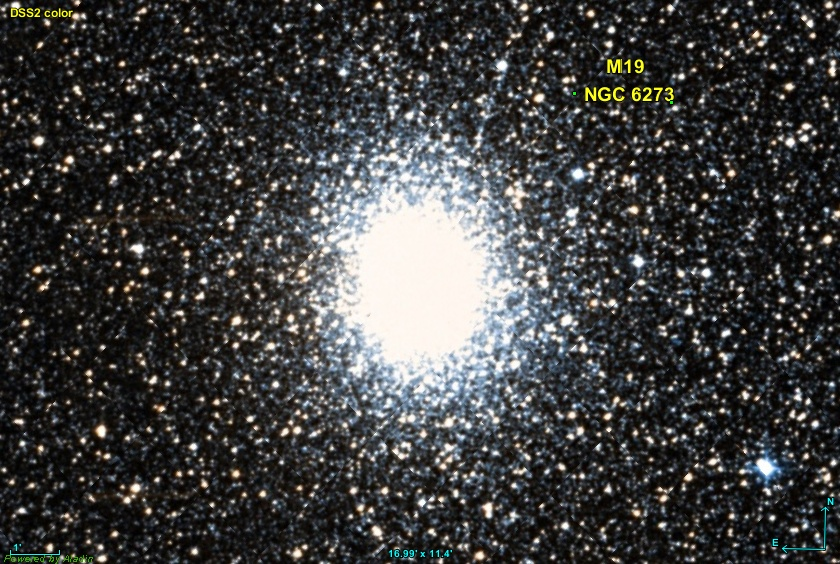
M19 en lumière visible par le relevé DSS.
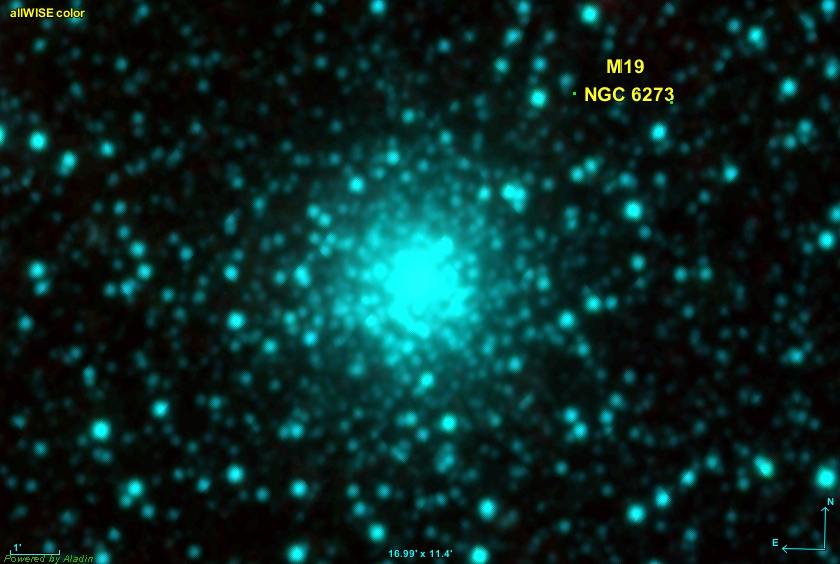
Autre image de M19 en infrarouge par le télescope spatial WISE.